# Grgur I.
Grgur I. Veliki, papa od 3. rujna 590. do 12. ožujka 604., crkveni naučitelj i svetac.

## Životopis
Otac mu je bio Gordijan, a majka Sveta Silvija. Najprije je bio prefekt (572. – 573.), a potom osniva šest samostana na Siciliji i samostan svetog Andrije u Rimu. Od 579. do 585. godine bio je izaslanik pape Pelagija II. na bizantskom dvoru, a izabran je za papu 590. godine.
Kao papa preustrojio je upravu nad papinskim teritorijem i Crkvenim dobrima po pokrajinama. Također je poticao širenje benediktinskog reda, pokretao misionarsku djelatnost (pokrštenje Angla), reformirao crkvene ceremonije i crkveno pjevanje.
Sakupio je zbirku (antifonarij) kanoniziranih koralnih melodija koje se njemu u čast zovu gregorijanski koral. Gregorijanski korali koriste heksatonske ljestvice, s dvanaest modusa. Prema obliku, razlikuju se akcentus i koncentus.
Postavio Schola cantorum na čvrste temelje.
Spretnom politikom prema Langobardima postavio je temelje kasnijoj političkoj moći papinstva. Prvi je upotrijebio izraz sluga slugu Božjih (lat. servus servorum Dei) kao jedan od naslova rimskih papa.  Iz njegovih djela crpe se podaci o kulturnoj povijesti ranog srednjeg vijeka. Bio je prvi latinski pisac koji je spomenuo Slavene u Istri i Dalmaciji.

## Djela
- Pastoralno pravilo (Regula pastoralis)
- Homilije (Homiliae)
- Četiri knjige dijaloga (Dialogorum libri IV)
- Komentar Knjige o Jobu (Moralia in Job)

## Vanjske poveznice
Ostali projekti
|  | Zajednički poslužitelj ima još gradiva o temi Grgur I. |

Mrežna mjesta
- Documenta Catholica Omnia: Grgur I. Veliki (lat.)